# The Love Club EP
The Love Club EP es el primer EP de la cantante y compositora neozelandesa Lorde. Inicialmente fue lanzado en formato libre a través de Soundcloud a finales de 2012, antes de ser lanzado oficialmente el 8 de marzo de 2013 por Universal Music Group. Lorde y Joel Little coescribieron y produjeron todas las canciones del álbum. El estilo musical de este fue comparado con el de Sky Ferreira, Florence & the Machine y Lana Del Rey.
The Love Club recibió la aclamación de los críticos de música en general que complementaron el contenido de las letras con el estilo vocal de Lorde. El lanzamiento alcanzó la posición #2 en Nueva Zelanda y Australia. En Estados Unidos el álbum alcanzó la posición #23 en el Billboard 200 vendiendo 60 000 copias. Para promocionar The Love Club Lorde realizó varios conciertos e interpretó el único sencillo del álbum, «Royals». Con «Royals» Lorde se convirtió en la primera solista femenina que encabezó la tabla de Billboard Alternative Songs desde Tracy Bonham en 1996 y tiene el récord de reinado más largo en la parte superior de esa lista por una mujer. La canción más tarde ganó el premio Grammy a canción del año.

## Antecedentes y lanzamiento

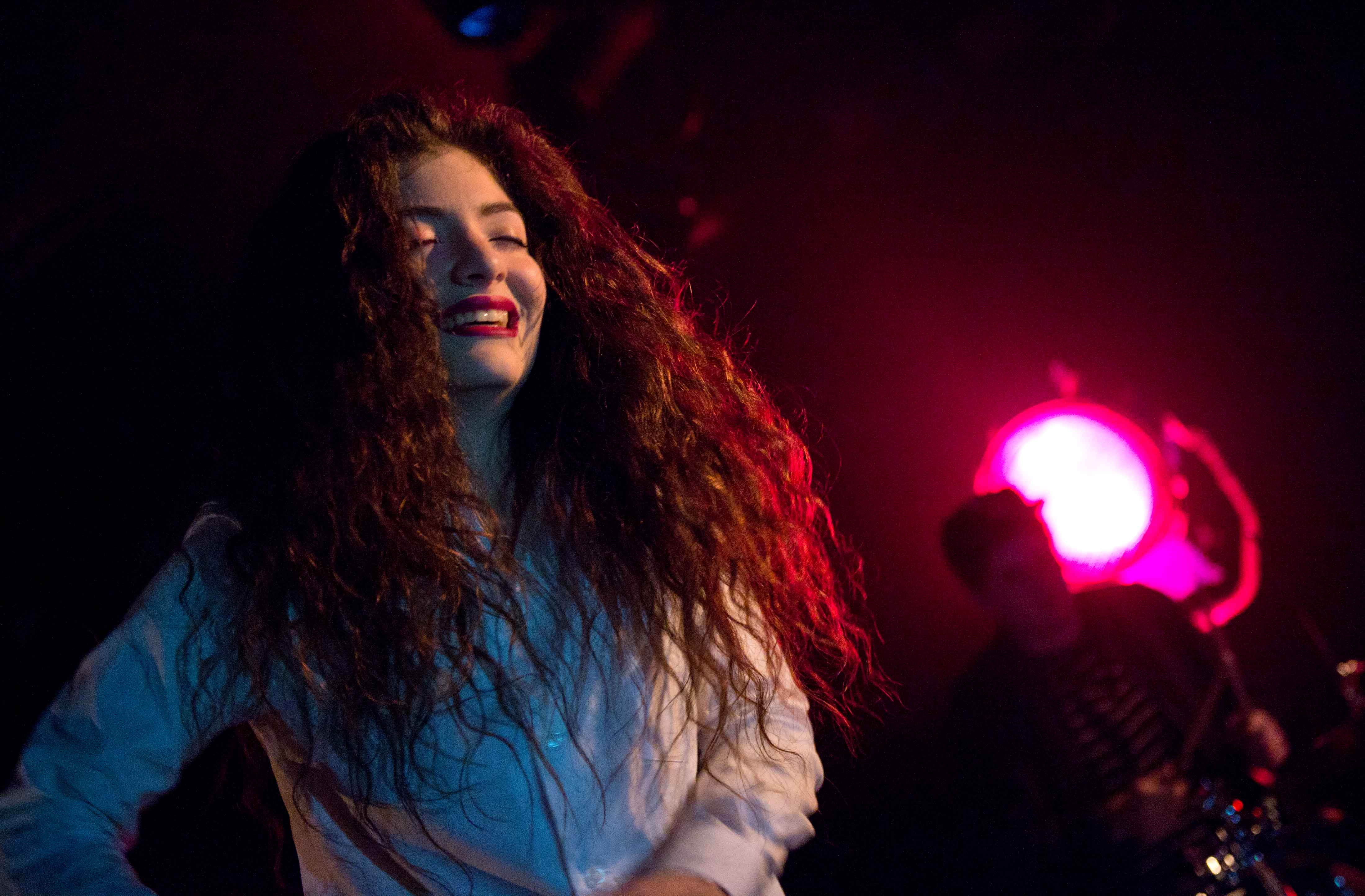
Imagen de la cantante Lorde

A la edad de 12 años, fue descubierta por un cazatalentos de Scott A&R Maclachlan cuando la vio cantar en un vídeo de un concurso de talentos en su escuela, Belmont Intermediate. Más tarde, cuando Yelich-O'Connor tenía 13 años, Maclachlan la contrató para Universal y, a la edad de 14 años, comenzó a trabajar con sus compositores. Yelich-O'Connor comenzó a escribir canciones con su guitarra cuando tenía trece o catorce años.
Después de haber completado la grabación en noviembre de 2012, The Love Club fue lanzado digital mente en marzo de 2013, y en CD en mayo de 2013, con cinco canciones incluyendo el hit número uno «Royals». 

## Contenido lírico
«Bravado» es una canción con un sonido muy contemporáneo y agradable, en el que se destacan todas las voces de fondo. «The Love Club» habla sobre «algo que fácilmente podría hacer alguien que le doble la edad hablarnos de el amor como un club al cual mientras más tiempo pasemos en el nos perjudicara». Lorde compuso «Royals»  bajo su nombre real, Ella Yelich O'Connor, junto a Joel Little. En una entrevista con la revista Billboard habló sobre el proceso de composición del tema, y reveló que lo compuso en su casa, en un período aproximado de media hora. Concretamente, dijo que: 

«Escribí todas las letras y las llevé al estudio y mi productor estaba como "sí, esto es genial". Trabajamos en eso y en otras canciones en el EP en una semana, y solo hicimos un poco cada día».

 En una entrevista con VH1, comentó que una fotografía en National Geographic de un jugador de béisbol la inspiró para nombrar al tema, ya que la camisa de este decía «Royals». Otra de las pistas más destacables de este EP es «Million Dollar Bills» la cual es una canción supercargada de oscuridad. Por último «Biting Down» que es bastante llamativa por su Bajo de fondo.

## Promoción

### Presentaciones en vivo
Lorde reemplazo a Frank Ocean, quien canceló debido a una enfermedad, en el Festival Splendour in the Grass Festival. Ella se puso en contacto el 26 de julio de 2013, el viernes antes del fin de semana del festival, mientras ella estaba en una fiesta con amigos en Auckland, Nueva Zelanda. Lorde se presentó antes de 10 000 personas en el norte de Byron Bay, Australia.
Para promocionar el EP Lorde realizó un concierto en Le Poisson Rouge en Nueva York convirtiéndose en su primer Show en los Estados Unidos. El 9 de agosto de 2013, Lorde interpretó «The Love Club» y «Royals» en la emisora de radio KCRW.

### Sencillos

#### Royals
Royals es el primer y único sencillo del EP. Fue lanzada el 8 de marzo de 2013, el mismo día que el EP. Posteriormente, también la incluyó en su primer álbum de estudio, Pure Heroine, publicado el 27 de septiembre del mismo año. Lorde la compuso junto a Joel Little, y este último también la produjo. Su letra habla sobre temas como la aristocracia y hace referencias a «alcohol costoso, hermosas prendas y hermosos carros». Diversos críticos elogiaron su lírica.
Recibió comentarios positivos de los críticos de la música, así como puntuaciones de cinco estrellas por parte de sitios como About.com y Digital Spy. Algunos de estos compararon el estilo de Lorde con el de cantantes como Adele y Robyn. Alcanzó el primer puesto en las listas de países como Bélgica, Canadá, los Estados Unidos, Irlanda, Nueva Zelanda y el Reino Unido; así como el top 10 en gran parte de Europa. Recibió tres nominaciones a los premios Grammy de 2014, en las categorías de grabación del año, canción del año y mejor interpretación pop solista. Ganó las dos últimas de estas categorías, pero perdió la primera contra «Get Lucky» de Daft Punk con Pharrell Williams y Nile Rodgers. Para promocionarlo, Lorde publicó dos vídeos musicales, dirigidos por Joel Kefali. Además de esto, cantó el tema en programas como Late Night with Jimmy Fallon y Good Morning America.

## Lista de canciones
Todas las canciones fueron compuestas por Lorde y Joel Little
- The Love Club EP – Estándar

| The Love Club EP – Standard version |                        |          |  |
| N.º                                 | Título                 | Duración |  |
| 1.                                  | «Bravado»              | 3:41     |  |
| 2.                                  | «Royals »              | 3:10     |  |
| 3.                                  | «Million Dollar Bills» | 2:18     |  |
| 4.                                  | «The Love Club»        | 3:21     |  |
| 5.                                  | «Biting Down»          | 3:33     |  |

- The Love Club EP – Versión Itunes Estados Unidos

| US iTunes version |                        |          |  |
| N.º               | Título                 | Duración |  |
| 1.                | «Bravado»              | 3:41     |  |
| 2.                | «Swingin Party»        | 3:42     |  |
| 3.                | «Million Dollar Bills» | 2:18     |  |
| 4.                | «The Love Club»        | 3:21     |  |
| 5.                | «Biting Down»          | 3:33     |  |

- The Love Club EP – Bonus Track Itunes Nueva Zelanda

| NZ iTunes bonus track |                              |          |  |
| N.º                   | Título                       | Duración |  |
| 6.                    | «Bravado» (Fffrrannno Remix) | 3:42     |  |

## Posiciones en listas

### Semanales
| Lista (2013)                        | Posición |
| ----------------------------------- | -------- |
| Australia (ARIA)                    | 2        |
| Canadá (Canadian Hot 100)           | 22       |
| Nueva Zelanda (Recorded Music NZ)   | 2        |
| Estados Unidos (Billboard 200)      | 23       |
| Estados Unidos (Heatseekers Albums) | 1        |

| Lista (2013)                      | Posición |
| --------------------------------- | -------- |
| Nueva Zelanda (Recorded Music NZ) | 5        |
| Estados Unidos (Billboard 200)    | 182      |

## Certificaciones
| País               | Certificación | Ventas  |
| ------------------ | ------------- | ------- |
| Australia(ARIA)    | Platino x9    | 630 000 |
| Nueva Zelanda(RMNZ | Platino       | 15 000  |

## Historial de lanzamiento
| País           | Datos              | Formato          | Discográfica    |
| -------------- | ------------------ | ---------------- | --------------- |
| Australia      | 8 de marzo de 2013 | Descarga digital | Universal Music |
| Nueva Zelanda  | 8 de marzo de 2013 | Descarga digital | Universal Music |
| Reino Unido    | 8 de marzo de 2013 | Descarga digital | Universal Music |
| Estados Unidos | 8 de marzo de 2013 | Descarga digital | Universal Music |